# Таф (Јужни Велс)
Таф (вел. Afon Taf, енгл. River Taff) је река у Уједињеном Краљевству, у Велсу. Дуга је 64 km. Улива се у Бристолски залив. 